# Minuetto (train)
Pour les articles homonymes, voir Minuetto.
Bi-tension : 1,5 & 3 kV CC

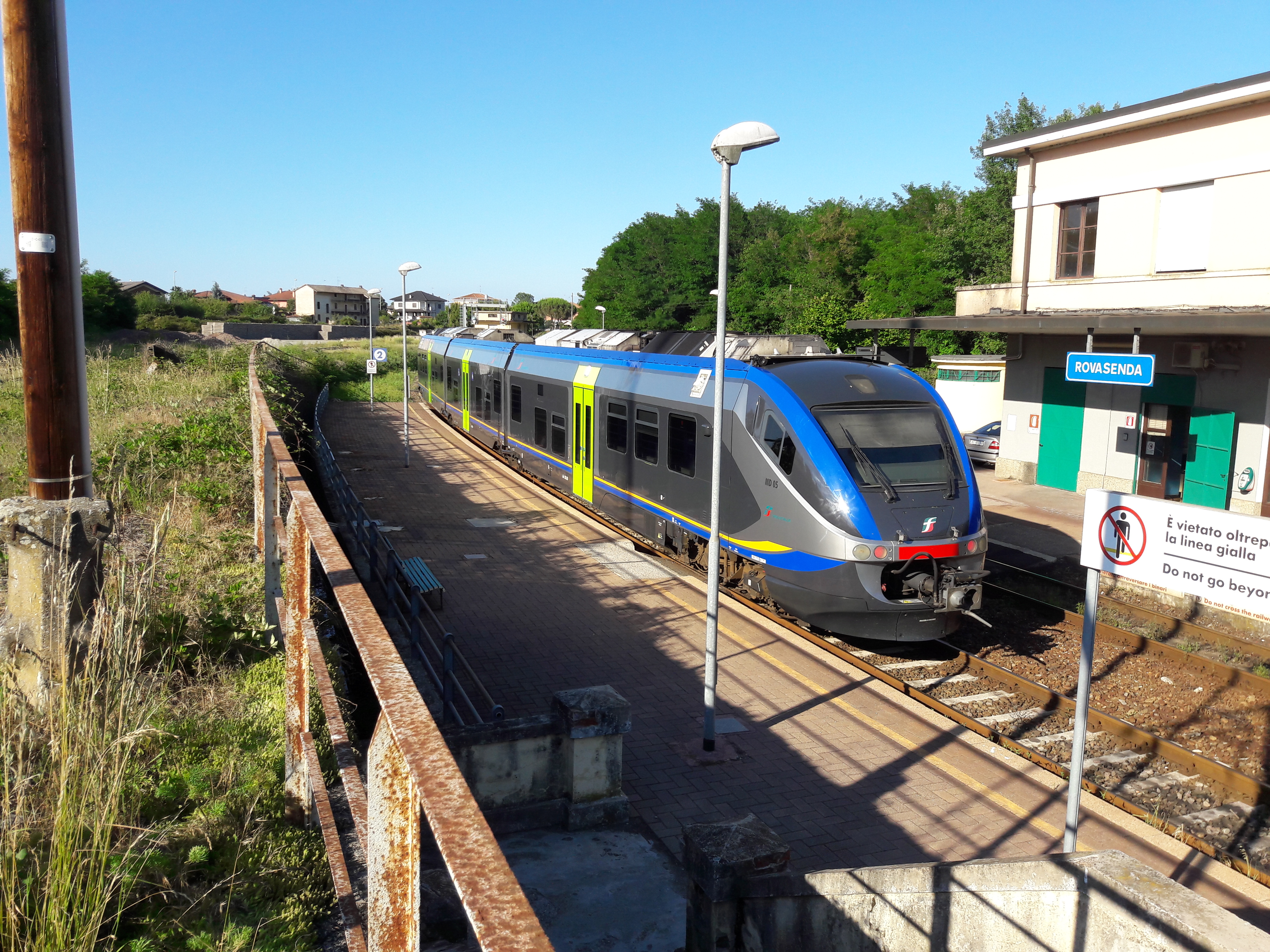
Rame Automotrice FS ALn 501 Minuetto

Les rames automotrices ALe/ALn 501-Le/Ln 220-ALe/ALn 502, surnommées Minuetto, sont des rames électriques "ALe" ou thermiques "ALn" commandées par Trenitalia au début des années 2000 pour remplacer les automotrices d'ancienne génération, les séries FS ALn 668 et FS ALe 801 / 940, et augmenter ainsi le niveau qualitatif du service offert sur les relations suburbaines, régionales et interurbaines. Les rames Minuetto appartiennent à la famille Alstom Coradia Meridian. Des rames du même type ont été achetées et sont utilisées par d'autres opérateurs de transports publics, qui leur ont donné d'autres surnoms. Au total, 248 rames ont été produites par Alstom Ferroviaria dans l'usine de Fiat Ferroviaria de Savillan (Savigliano).

## Histoire
La première rame a été présentée officiellement le 5 mai 2004 à la Stazione Termini de Rome. Le voyage inaugural Rome-Ciampino s'est déroulé dans la rame ALe.003.
La gamme Minuetto se compose de rames tri-caisses articulées insécables électriques ou diesel, composées d'une voiture pilote électrique ALe501 ou diesel ALn501, d'une voiture  centrale Le220 ou Ln220 et d'une seconde voiture pilote ALe.502 ou ALn.502, avec aucune séparation entre les caisses. Il est possible d'assembler jusqu'à 3 rames entre elles.
Les rames sont équipées de deux types de motorisation :
- ALe électrique en version mono ou polycourant,
- ALn thermique diesel IVECO Vector 20[2].

Elles sont identifiées par les sigles ALe ou ALn :
- AL signifiant Automotrice Leggera, (automotrice légère),
- e pour elettrica, (électrique),
- n pour nafta, (gas-oil en italien).

C'est l'appellation normalisée du matériel roulant des Ferrovie dello Stato Italiane (FS).
Ce matériel est construit par Alstom Ferroviaria dans les anciennes usines italiennes de Fiat Ferroviaria :
- Savillan - gestion globale du projet et assemblage final des rames,
- Sesto San Giovanni - systèmes auxiliaires et contrôle commandes,
- Colleferro - versions diesel.

Plusieurs composants proviennent d'autres sites :
- les dispositifs de sécurité sont fabriqués à Bologne,
- les bogies proviennent de Salzgitter,
- les systèmes de traction sont fabriqués à Charleroi.

Le Minuetto est construit sur le système modulaire Coradia-LINT, dont sont dérivés d'autres modèles pour les marchés allemand et nord-européen. La commande totale pour l'Italie a été de 133 trains, en différentes versions pour un montant global de 350 millions d'€uros financé par les régions, avec une option pour 63 trains supplémentaires.
La version électrique coûte environ 3,3 millions d'€uros par rame, 150 000 €uros de moins que la version diesel correspondante : ces prix, le triple de celui d'une ancienne rame automotrice Fiat ALe 803, sont alignés sur ceux de modèles similaires achetés par d'autres compagnies ferroviaires européennes.
La commande initiale portait sur 200 exemplaires pour plus de 700 millions d'€uros, mais elle fut réduite à cause des nombreux retards pris dans la fabrication et surtout la mise au point de ces rames par Alstom qui a été plus que laborieuse. Trenitalia a préféré lancer une commande sur un autre type de matériel, les rames purement italiennes Corifer Vivalto.
La motorisation de la version diesel est assurée par deux moteurs IVECO Diesel VECTOR V8 FVQE 28, de 20 080 cm3 common rail et homologués Euro 4. Ce même moteur est utilisé, dans une version plus puissante sur les trains à grande vitesse danois DSB IC2 & DSB IC4 produits par AnsaldoBreda.
Le style de la version italienne du Minuetto a été confié au fameux designer italien Giorgetto Giugiaro d'Italdesign. Le Minuetto mesure 52 mètres de longueur et offre 122 places assises en seconde classe et 24 en première classe, plus 200 places debout.
La version électrique a été homologuée pour une vitesse en service de 160 km/h, la version diesel pour 130 km/h.
La vocation de cette rame est celle d'un train à faible fréquentation afin de garantir aux passagers un confort maximum, mais avec un nombre de places limité. Ce choix a été très vite critiqué par les utilisateurs car le train ne pouvait accueillir suffisamment de voyageurs aux heures de pointe.
Les rames Minuetto sont équipées d'un réseau de vidéo surveillance en série et de prises électriques sous les tablettes même en seconde classe. Ces caractéristiques de confort sont identiques à celles de l'autre rame de Trenitalia, le Vivalto.
Dans la version allemande de la famille Coradia-LINT, la ressemblance au modèle italien est évidente.
La phase de certification du Minuetto a été très laborieuse en raison des graves problèmes de fiabilité mis en évidence dans le logiciel de contrôle de la rame mais aussi à cause d'insuffisances conceptuelles de la structure de la rame. Ces problèmes ont fait une très mauvaise réputation à Alstom qui a dû affronter les FS au tribunal après l'annulation de la deuxième tranche de la commande.
Cette rame est composée à plus de 50 % d'acier, ce qui porte sa masse à 54 tonnes. Pour le peindre il faut utiliser deux tonnes de peinture et 220 m2 de films anti-graffitis. Les équipements de bord comprennent 760 mètres de tubes, 200 mètres de tubes fluorescents (néons), 34 km de câbles électriques et 40 ordinateurs.
Il faut une équipe de 60 personnes pendant 55 jours pour fabriquer une rame. Les établissements ex Fiat Ferroviaria ont réussi à maintenir une cadence de production de quatre rames par mois. Le coût global d'une rame est de 3,5 millions d'euros.
Le nom Minuetto a été sélectionné à la suite d'un concours réalisé par des associations de consommateurs et de handicapés.
Quelques exemplaires, revêtus d'une livrée rouge, ont été livrés à la Ferrovia Adriatico Sangritana - FAS, tandis que d'autres, en livrée blanc-jaune-bleu ont été commandés par la société de transports urbains de Turin GTT.

## Versions et livrées
248 unités de ces rames ont été achetées par plusieurs sociétés de transports publics italiens, en version électrique et diesel, avec des livrées et des classifications spécifiques aux demandes des clients.
- Ferrovia Centrale Umbra - FCU - 4 rames électriques en livrée blanche et rouge, surnommées "Pintoricchio", (en hommage au grand peintre de Perugia du XVe siècle)[3],
- Ferrovia Adriatico Sangritana - FAS - 6 rames électriques en livrée rouge, grise et bleue, surnommées "Lupetto"[4],
- GTT : 19 rames électriques en livrée blanc-jaune-bleu classés TTR 001÷019, où l'acronyme TTR signifie Regional Transport Train[5],
- Trasporto Ferroviario Toscano (anciennement La Ferroviaria Italiana) - 4 rames électriques en livrée blanc-bleu-bleu clair ALe.501 surnommées "Elfo"[6],
- Trenitalia - 100 rames électriques et 104 diesel essentiellement en livrée XMPR et certaines en livrée Leonardo Express, surnommé "Minuetto". Depuis l'été 2014, les rames ont reçu la nouvelle livrée DPR dans les tons gris, jaune et bleu, comme tous les trains régionaux de Trenitalia.
- Province autonome de Trente - 10 rames diesel initialement en livrée blanche et bordeaux caractérisés par une patte d'ours, logo stylisé de Trentino Trasporti - TT, maintenant transformé en livrée gris argent avec bleu et des inserts verts de différentes nuances, surnommées "Minuetto" gérées par Trenitalia (exploitation des lignes et maintenance du matériel au dépôt de Bolzano). Ces trains sont utilisés sur la ligne RFI Valsugana grâce aux contrats de service entre la province de Trente et les entreprises Trenitalia et Trentino Trasporti. Depuis 2023, le service est assuré uniquement sous la bannière Trentino Trasporti.